# ريجينا (غويانا الفرنسية)
ريجينا (بالإنجليزية: Régina)‏ هي إحدى بلديات دائرة كايين بغويانا الفرنسية. تبلغ مساحتها 12,130 كيلومتر مربع، ما يجعلني ثاني أكبر بلدية في فرنسا. ويقدر عدد سكانها ب 847 نسمة (إحصاء 2007).
تقع ريجينا على نهر أبرواغ. وكانت في السابق مركز لتعدين الذهب. تقع محمية ليس نوراغز الطبيعية بالقرب من المدينة.